# 北見治一
北見 治一（きたみ はるかず、1920年〈大正9年〉7月30日 - 1995年〈平成7年〉10月23日）は、日本の俳優、演劇研究家。本名同じ。
神奈川県横須賀市出身。早稲田大学国文科卒業。六月劇場に所属していた。

## 人物・来歴
大学在学中に劇団「若い仲間」を結成して演劇活動を行う一方、同人誌「演技研究」を発刊する。
1943年より兵役のためフィリピン・レイテ沖海戦に加わる。
1949年、女優の杉村春子の紹介で文学座に参加し、1950年の舞台『わが心の高原』（ユージン・オニール）ので、杉村の相手役を演じる。
岩田豊雄を師と仰ぎ、中村伸郎らと親しかった。1963年、三島由紀夫の『喜びの琴』事件で脱退し、1964年の劇団NLT結成に参加する。ほか多くの舞台、映画、テレビに硬軟(悪役と好人物)を使い分ける人間味溢れる名脇役として出演した。
1969年のテレビドラマ『守ルモ攻メルモ』（TBS）では、アパートの住民の一人で、アパート内の家事全般を引き受けていることからオカアサンの愛称で呼ばれる男性役でレギュラー出演。当時の紹介記事の中で「はじめは料理を作ったりする役なので戸惑いましたが、一風変わったホームドラマなので楽しいです」と述べている。
1988年、著書『回想の文学座』で日本エッセイスト・クラブ賞受賞。

## 出演

### 映画
- 生きる（1952年）
- 壁あつき部屋（1956年）
- 黒い河 （1957年）
- 暗夜行路（1959年）
- 俺の背中に陽が当る（1963年）
- 軍旗はためく下に（1972年） - 厚生省係官 役
- 吶喊（1975年） - カラス組隊員 役
- 乱れからくり（1979年） - 宝田老人 役
- ドグラ・マグラ（1988年）
- あげまん（1990年）
- 勝利者たち（1992年）

### テレビ
- ダイヤル110番（1957年 - 1964年、NTV）
- 松本清張シリーズ・黒い断層 「失踪」（1961年、TBS）
- 情けは人のため（1961年、NHK / ETV）
- 正塚の婆さん（1963年、TBS）
- 隠密剣士 第七部 忍法根来衆 第3話「忍法果し状」（1964年、TBS） - 宇田法玄
- 泣いてたまるか（TBS）
  - 第3話「ビフテキ子守歌」（1966年）
  - 第47話「先生故郷へかえる」（1967年）
  - 第70話「まごころさん」（1968年）
- 特別機動捜査隊 （NET）
  - 第242話「化石のような女」（1967年）
  - 第366話「愛の激流」（1968年）
  - 第608話「燃える炎の女」（1973年） - 村山治平
- 挑戦者 続・ある勇気の記録 第36話「追いつめられて」（1967年、NET / 東映）
- おやじ太鼓 第33話（1968年、TBS） - 林
- 怪奇大作戦 第3話「白い顔」（1968年、TBS / 円谷プロ） - 神奈川県警巡査
- 守ルモ攻メルモ（1969年、TBS） - オカアサン
- 銭形平次（CX / 東映）
  - 第161話「消えた千両箱」（1969年）
  - 第701話「花の若衆変化」（1980年）
- 新三匹の侍 第2話「申の刻には獣が死ぬ」（1970年、CX / 松竹） - 森田
- 鬼平犯科帳 第1シリーズ 第46話「しかえし」（1970年、NET / 東宝） - 仙太
- 日本怪談劇場 第13話「怪談 雪女」（1970年、12ch）- 和尚
- 軍兵衛目安箱 第9話「消えた侍」（1971年、NET / 東映） - 十郎兵ヱ
- ジャンボーグA 第49話「謎! デモンの呪いが時を裂く」（1973年、MBS / NET / 円谷プロ） - 敬太郎
- ファイヤーマン 第12話「地球はロボットの墓場」（1973年、NTV / 円谷プロ） - 水島博士
- 座頭市物語 第26話（最終回）「ひとり旅」（1975年、フジテレビ）
- 影同心 第4話「欲にからんで殺し節」（1975年、MBS / 東映） - 佐倉屋善助
- 江戸の旋風 第14話「獄門供養」（1975年、CX / 東宝）
- 寺内貫太郎一家2 第27話（1975年、TBS） - 松平先生
- 土曜ドラマ（NHK）
  - 紅い花（1976年4月3日） - 古本屋
- 大江戸捜査網（12ch→TX / 三船プロ）
  - 第244話「花火よ夜空を貫け!」（1976年） - 市兵衛
  - 第625話「兇悪軍団怒る! 偶然の恐怖」（1983年） - 留吉
- 伝七捕物帳 第124話「花の蕾の十八娘」（1976年、NTV） - 道順
- Gメン'75 第82話「刑法240条 強盗殺人罪」（1976年、東映 / TBS） - 綿貫茂一
- あにき（1977年、TBS） - 白井
- 恐竜戦隊コセイドン（1978年、12ch / 円谷プロ） - 轟所長
  - 第12話「シグマ 闇から来た殺人植物」
  - 第14話「デストラン 超武装闘士との戦い」
- スターウルフ 第12話「惑星ミサイルに賭けた命」（1978年、NTV / 円谷プロ） - ササール星科学者
- 太陽にほえろ!（NTV / 東宝）
  - 第342話「何故」（1979年） - 北野の父親
  - 第375話「護送」（1979年） - 緒方の知人
  - 第403話「罪と罰」（1980年） - 土屋の父親
  - 第537話「赤い憎悪」（1982年） - 死刑囚の父親
  - 第563話「たすけて!」（1983年） - 安川津造
- 熱い嵐（1979年、TBS） - 南校小使
- 新・座頭市Ⅲ 第8話「大当たり、めの一番」（1979年、勝プロダクション・CX）- 一文宿の亭主
- 連続テレビ小説（NHK）
  - マー姉ちゃん（1979年、第23作）第94回 - 駅員
- 熱中時代・刑事編 第13話「新婚旅行で大手柄」（1979年、NTV） - 加野
- 遠山の金さん 第2シリーズ 第27話「裏切り」（1979年、ANB / 東映） - 与作
- 新五捕物帳 第78話「夢に消えた父子唄」（1979年、NTV） - 義平
- 大空港 第64話「戦慄のダブルハイジャック 706便危機一発!!」（1979年、CX / 松竹）
- 風神の門（1980年、NHK） - 孫八
- 雪姫隠密道中記 第18話「怒りの十手 -浜松-」（1980年、MBS / S・H・P） - 弥助
- 猿飛佐助 第8話「母君救出作戦 八丁跳び」（1980年、NTV / 国際放映） - 一色民部
- 警視-K（1980年、NTV / 勝プロ） - 藤枝庄一（今宿署刑事課長）
- 大河ドラマ（NHK）
  - 国盗り物語（1973年） - 上野中務少輔
  - 黄金の日日 (1978年) - 松田信助
  - 峠の群像（1982年） - 堀部弥兵衛
  - 太平記（1991年）
- 吉宗評判記　暴れん坊将軍
  - 第106話「将軍はんて何んどすえ?」（1981年4月5日） - 志賀屋清兵衛
  - 第170話「血斗! 甲州笛吹川」（1981年8月1日） - 玄昌坊
- ザ・ハングマンII 第26話「嫁の殺意・ポックリ寺の謎」（1982年12月10日） - 浄土寺の住職
- 大岡越前（TBS / C.A.L）
  - 第6部 第13話「情けが仇の蕎麦がき代」（1982年5月31日） - 作兵衛
  - 第9部 第16話「兄を殺した非道医者」（1986年2月10日） - 重兵衛
- ザ・サスペンス / 松本清張の時間の習俗（1982年6月19日、TBS / 大映テレビ）
- 水戸黄門（TBS / C.A.L）
  - 第13部 第12話「伊勢参り 娘初春七変化 -伊勢-」（1983年1月3日） - 伊平
  - 第17部 第7話「お嬢様は女盗賊 -津-」（1987年10月12日） - 多助
- 火曜サスペンス劇場 / 愛の報酬（1983年、NTV）
- 事件記者チャボ! 第11話「チャボ、危機一パツ!」（1984年、NTV / ユニオン映画） - 七谷彦太郎
- 母ちゃんの牧場（1984年、THK）
- 妻たちの熱い午後（1984年、ANB） - 蛭田次郎三郎
- たけしくん、ハイ!（1985年、NHK）
- 花嫁人形は眠らない（1986年、TBS） - 北川医師
- 仮面ライダーBLACK（1987年、MBS / 東映） - 大宮幸一
  - 第2話「怪人パーティ」
  - 第3話「怪? 怪・改造人間」
  - 第7話「復元する生体メカ」
- 鬼平犯科帳 第3シリーズ 第4話「火付け船頭」（1991年12月18日、CX / 松竹） - 久助

### 舞台
- 商船テナシチー
- 天一坊七十番
- マカロニ金融
- ものみな歌でおわ - 花田清輝
- わが心高原に

## 著書
- 『鉄笛と春曙 近代演技のはじまり』（1978年、晶文社）
近代日本演劇史に名を残しライバル関係だった名優東儀鉄笛と土肥春曙の事跡を緻密な資料と証言を基に執筆した論考。
- 『回想の文学座』（1988年、中公新書。実体験に基づく半生記）。

## 参考
- 回想の文学座